# Erling Mandelmann

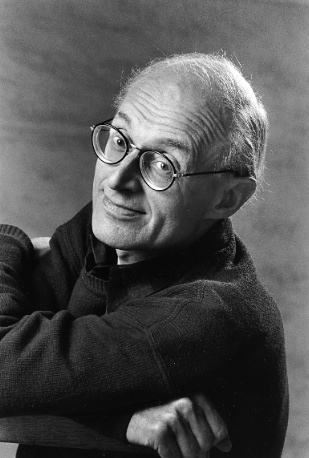
Erling Mandelmann

Erling Mandelmann (* 18. November 1935 in Kopenhagen; † 14. Januar 2018) war ein dänischer Fotograf.

## Leben
Erling Mandelmann absolvierte eine kaufmännische Ausbildung und eine Informatiker-Ausbildung in Kopenhagen. Beim Fotografen Jørn Freddie arbeitete er in Kopenhagen als Volontair und besuchte 1963 die Fotoschule Vevey. 1964 bis 1965 war er als Fotoreporter für die Bildagentur Comet Photo in Zürich tätig. Anschließend arbeitete er als freiberuflicher Fotojournalist und Porträtfotograf für europäische, insbesondere schweizerische, Publikationen sowie für die Weltgesundheitsorganisation, die Internationale Arbeitsorganisation, die Vereinten Nationen und Amnesty International.
Mandelmann lebte seit den frühen 1960er Jahren in Lausanne in der Schweiz. Sein Fotoarchiv ist im historischen Museum Lausanne deponiert.

## Porträts
Erling Mandelmann porträtierte mehr als 500 Persönlichkeiten, darunter Ernest Ansermet, Sadruddin Aga Khan, Raymond Aron, Georg Baselitz, Maurice Béjart, Georges Brassens, Charlie Chaplin, Tenzin Gyatso (Dalai Lama), Claude François, Günter Grass, Juliette Gréco, Nina Hagen, Johnny Hallyday, Audrey Hepburn, Barbara Hepworth, Ingvar Kamprad, Tadeusz Kantor, Wilhelm Kempff, Nastassja Kinski, Oskar Kokoschka, Hans-Adam II., Fürst von und zu Liechtenstein, Hugo Loetscher, James Mason, Yehudi Menuhin, Bertrand Piccard, Jacques Piccard, Hugo Pratt, Arthur Rubinstein, Niki de Saint Phalle, Georges Simenon, Jean Tinguely, Mark Tobey, Peter Ustinov, Franz Weber, Elie Wiesel und Yvette Z’Graggen.

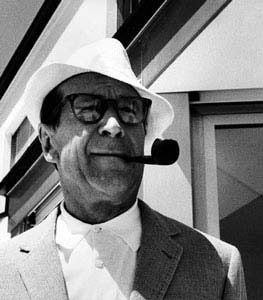
Georges Simenon (1963)
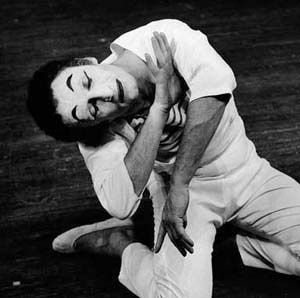
Marcel Marceau (1963)
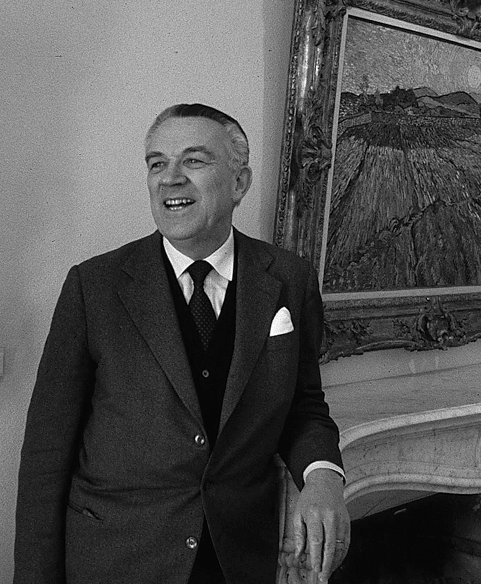
François Daulte (1985)
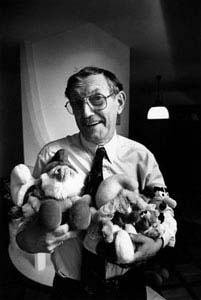
Peyo (1990)
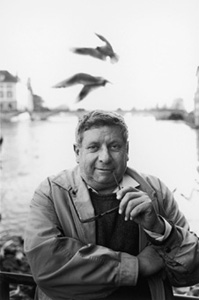
Hugo Loetscher (1993)
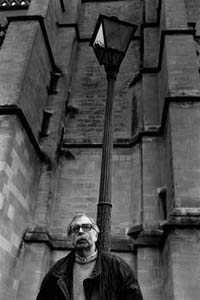
Jacques Chessex (um 1993)
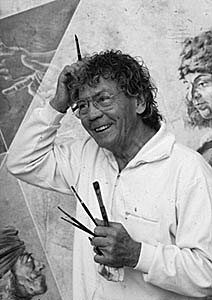
Hans Erni (1967)

## Einzelausstellungen (Auswahl)
- 1969: Galerie-Club Migros, Lausanne (VD)
- 1971: Photo-reportages, The Danish Museum of Industrial Art, Kopenhagen (DK)
- 1987: Portraits – projection de dias sur une musique de Philip Glass („Nuit de la photo“), Musée de l’Elysée, Lausanne (VD)
- 1995: Impressionen 95, Ausstellung 125 Psychiatrische Klinik der Universität Zurich (ZH)
- 1995: Portraits nordique, Nordisches Institut der Ernst-Moritz-Arndt Universität, Greifswald (D)
- 1996: Foto-Porträts, Caspar-David-Friedrich-Institut, Greifswald (D)
- 1996: Mennesker paa min vej („Rencontres“ – 30 ans de portraits), Rundetaarn, Kopenhagen (DK)
- 1997: Rencontres Portraits de 30 ans de photo-journalisme, Centre vivant d’Art contemporain, Grignan / Drôme, Frankreich
- 1997: Persönlichkeiten, Nikon Image House, Zürich (ZH)
- 1997: Portraits, Salon de Sud-Est (l’invité de la 70e édition de l’exposition), Palais des Expositions, Lyon (F)
- 1998: Carrières de femmes & passion d’ingénieures, Pont de la Machine, Geneva; EPFL, + Forum Hôtel de Ville, Lausanne (VD)
- 1999: Rencontres, Espace Culturel George Sand, St. Quentin Fallavier (F)
- 2000: Portraits fin de siècle, Musée historique Lausanne, (Kanton VD)
- 2001: Musée de l’Histoire Nationale, Modern collection, Château de Frederiksborg (DK)
- 2001: Parcours de femmes, Université de Neuchâtel (NE)
- 2009: Ceux de Vézelay – portrait d’un Bourg, expo noir/blanc, Vézelay (F)
- 2010: Le photographe, le musicien et l’architecte, Villa „Le Lac“ Le Corbusier / Corseaux (CH)
- 2014: Oskar Kokoschka dans l’objectif du photographe. Fondation Oskar Kokoschka au Musée Jenisch, dans le cadre du Festival IMAGES, Vevey (CH)
- 2015: Cimetière monumentale de Milan, Temple de Venterol, avec lecture de la nouvelle Weekend (Le K) de Dino Buzatti

## Publikationen
- Miroir et Mémoire. (Galeries Pilotes/René Berger), Musée des Beaux Arts, Lausanne 1964.
- Aus einem Mailänder Friedhof. Du, 1967.
- Aspects – 5 ans d’activités autour du collectioneur Th. Ahrenberg. Künstler-Portraits / Ausstellungskatalog (CH), 1967.
- Un atelier de boîtes à vacherin dans la Vallée de Joux. Krebs, Basel 1971.
- Der Störschuhmacher im Lötschental. Krebs, Basel 1972.
- Hirtenleben und Hirtenkultur im Waadtländer Jura. Krebs, Basel 1972.
- Spiegel und Spiegelmacher. Krebs, Basel 1973.
- Die Wallfahrt von Hornussen nach Todtmoos. Katholische Kirchgemeinde, Hornussen 1975.
- Split and the Croatian Coast. Berlitz, Lausanne 1977.
- Copenhagen. Berlitz, Lausanne 1979.
- Jerusalem. Berlitz, Lausanne, 1979.
- Oxford and Stratford. Berlitz, Lausanne 1981.
- South Africa. Berlitz, Lausanne 1983.
- Dänemark. Walter, Olten 1984.
- Toronto. Berlitz, 1986.
- Moine aujourd’hui. Migros Presse/Construire, Zürich 1986.
- Die Schweiz in Genf. Chaîne, Genf 1986.
- Une place pour Lausanne – Flon 90. 24 Heures, Lausanne 1990.
- Washington. Berlitz, 1991.
- New York. Berlitz, 1991.
- Carrières de femmes — passion d’ingénieures. EPFL, Lausanne 1998.
- Rencontres, – portraits de 35 ans de photojournalisme. Texte von Charles-Henri Favrod und Bertil Galland. Benteli, 2000.
- Objectif Photoreportage – Deux générations, trois photographes: Erling Mandelmann, Claude Huber, Pierre Izard. Benteli, 2007.
- Ceux de Vézelay. L’association des amis de Vézelay, 2010.
- Le photographe, le musicien et l’architecte. Villa „Le Lac“ Le Corbusier. Editions Castagniééé, 2010.
- Show me – 80 portraits, 80 stories, 80 year on earth. Edouard Éditeurs, 2016.[1]
- MaVie, – à travers mes écrits, des anecdotes, des articles et quelques réflexions. Rassemblés pour mes enfants. Z4 Editions, 2017

## Archive und Sammlungen
- Musée historique de Lausanne (base de ses archives)
- Musée de l’Elysée, Lausanne
- Fondation Oskar Kokoschka, Musée Jenisch, Vevey
- Oskar Kokoschka Zentrum / Universität für Angewandte Kunst, Wien
- Nationale Porträtsammlung, Schloss Frederiksborg, Hillerød (Dänemark)
- Musée de l’Art photographique Brandts, Odense
- Königliche Bibliothek, Kopenhagen
- Photoarchive der OMS / WHO und BIT / ILO, Genf
- Association Villa «Le Lac» Le Corbusier, Corseaux / Schweiz
- Archive von Comet-Photo, Bibliothek ETH, Zürich (u. a. Expo 64)
- Archive des Schweizer National Circus Knie, Rapperswil